# Îles Gili
Pour les articles homonymes, voir Gili.
Les îles Gili, Gili Islands en anglais, (aussi connues sous le nom «îles Matra») est un terme qui désigne trois petites îles d'Indonésie situées au large de la côte nord-ouest de l'île de Lombok : Air, Meno et Trawangan. Cette appellation est un abus de langage, puisque gili veut dire « île » en sasak, la langue de la majorité des habitants de Lombok. Toutes les îles qui entourent Lombok portent d'ailleurs un nom précédé de gili, par exemple Gili Nanggu, située au sud-ouest de Lombok.
La plus grande est Trawangan (2 × 1 km), la plus petite est Gili Meno.
Les trois iles étaient sans habitants permanents avant le développement du tourisme à la fin des années 1980 - début 1990.
Administrativement, les îles font partie du kabupaten de Lombok occidental dans la province des petites îles de la Sonde occidentales.

## Biodiversité de la région
La région des îles Matra est très riche en biodiversité. En effet, l'Indonésie abrite 17% de la faune du globe. L'Indonésie fait partie du triangle de corail. Il est possible de retrouver plus de 35% des espèces de poissons de récifs. L'Indonésie possède également plusieurs espèces endémiques, principalement dû à la géologie particulière de la région.

### Requins
Sur les 1250 espèces de requins et raies actuellement répertoriées dans le monde, 218 sont retrouvées en Indonésie. L'Indonésie est le plus grand producteur de requins au monde, avec 16,8% des captures mondiales. Comme les requins vivent longtemps, ils se reproduisent lentement et ont peu de jeunes à chaque événement de reproduction, il est donc difficile pour la population de se restaurer dans les cas de surpêche.
Dans la région des îles Matra, on retrouve entre autres les requins de récifs, comme le requin-corail et le requin à pointe noire. Les menaces auxquelles font face les requins de récifs sont entre autres la surpêche ainsi que les dommages causés aux récifs. La destruction des mangroves est également un gros problème pour les espèces qui utilisent cette zone pour la croissance des jeunes.

### Tortues marines
Les tortues marines sont particulièrement nombreuses autour des îles Gili, même qu'on dit parfois que c'est la capitale mondiale des tortues. On retrouve le plus communément les tortues vertes et les tortues imbriquées. Les tortues marines sont considérées comme des espèces indicatrices, leur présence ou leur absence peut indiquer la santé d'un écosystème. Ce sont des animaux qui jouent un rôle dans le maintien de l'équilibre de l'écosystème, comme la tortue imbriquée qui se nourrit d'éponges, ce qui diminue la compétition avec les coraux et les tortues vertes qui aide à maintenir les herbiers marins en santé.

### Coraux
L'Indonésie abrite plus de 75% des espèces de coraux actuellement connues. Au total, il est estimé qu'entre 16 et 20% des récifs coralliens du monde se trouvent en Indonésie. Les coraux prédominants sont ceux appartenant au genre Acropora. C'est un genre de corail qui grandit rapidement, mais est tout de même assez vulnérable aux changements climatiques, comme la hausse de température des océans. La mortalité de certains coraux dans la région est aussi dû à une maladie qui attaque les coraux, qui se nomme « skeletal eroding band disease ».
Les écosystèmes coralliens de la région des îles Matra ont grandement souffert en raison des épisodes de blanchissement liés à la hausse de la température des océans, et ce en 1998, 2010 et 2016. Le couvert des corail s'en est vu diminué de plus de 90%, avec aujourd'hui seulement 247 hectares restants. Cependant, il y a une tentative de renverser cette tendance, à l'aide de projets de conservation. Gili Matra est maintenant un zone où les projets de restauration de coraux sont nombreux, avec environ 18 projets dans la région depuis 1990.
Malgré les efforts de restauration dans la région, les changements climatiques menacent énormément ces écosystèmes et il s'agit d'une course contre la montre. En effet, les îles Matra sont particulièrement vulnérables à la hausse de température. Selon les estimations actuelles, les récifs coralliens entourant les îles Gili vont subir un blanchissement annuel à partir de 2026. Les îles Matra vont faire partie des 12 parcs marins protégés qui sont prédits de blanchir annuellement à partir de 2030. Pour essayer de diminuer les impacts de l'humain sur ces écosystèmes, il est primordial de diminuer la destruction des écosystèmes comme la déforestation, mais aussi de diminuer nos émissions de dioxyde de carbone en réduisant notre utilisation de combustibles fossiles. Certains considèrent aussi limiter l'accès des humains aux zones particulièrement vulnérables dans les aires de conservation pour diminuer le stress sur les coraux durant les périodes de blanchissement et ainsi augmenter les chances de récupération des récifs.

## Tourisme
Les Gili sont une destination très prisée des touristes en quête de robinsonades. Elles offrent de nombreux types d'hébergements du homestay local aux hôtels de luxe. Les habitants locaux vivent soient à Lombok soient sur une des îles. Les véhicules à moteur thermiques sont interdits par arrêté local (les scooters électriques sont autorisés pour les locaux), pour les touristes les modes de transport sont : la marche, la bicyclette et la voiture à cheval appelée cidomo.
Les Gili sont célèbres pour leurs nombreuses fêtes, en particulier sur Trawangan et Air. Des soirées sont organisées tous les soirs, sauf durant le Ramadan. Gili Meno est la moins développée des trois iles et également la moins festive.
Il y a possibilité de faire de la plongée sous-marine avec plus de vingt sites de plongées. Le point d'intérêt principal de la région est la biodiversité particulièrement grande.
Les meilleurs sites sont Shark Point, Manta Point (lieu où il y avait avant des raies mantas, mais vous n'y trouverez maintenant que des requins et un immense champ corallien).
Bounty Wreck, une épave de ponton situé au sud-ouest de Gili Meno, ravira les amateurs de la nature par sa profusion de faune sur cette toute petite zone. En effet, beaucoup de coraux ont poussé sur l'épave et attire beaucoup de faune local par le fait même. Turtle Heaven est aussi un site de plongée populaire de la région, car comme son nom l'indique, beaucoup de tortues s'y trouve.

Les trois îles comptent plus de 40 centres de plongées au total, avec plus de 20 sur Gili Trawangan, 4 sur Gili Meno, et une vingtaine sur Gili Air.

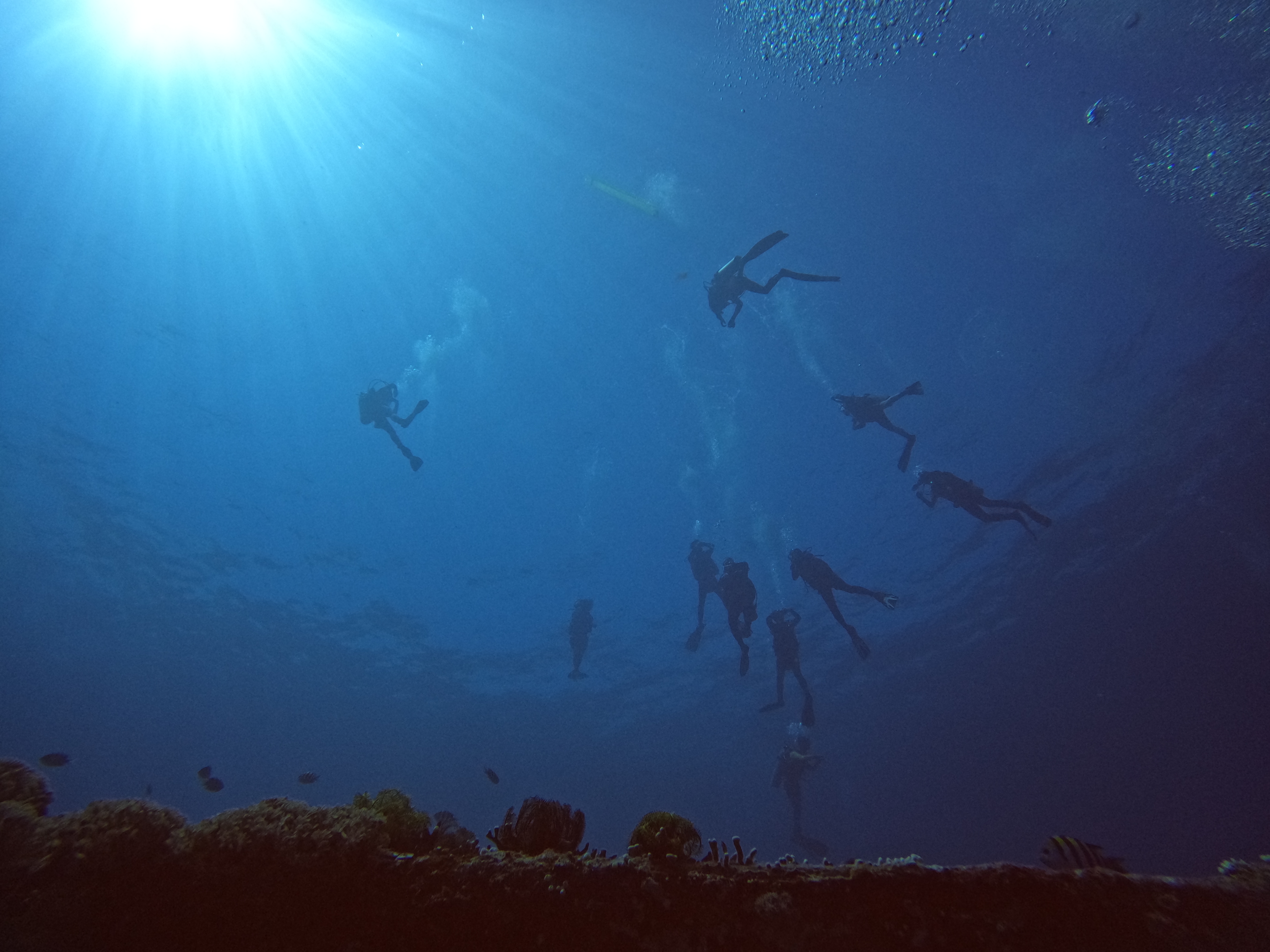
Bounty Wreck, où plusieurs plongeurs se trouvent au-dessus de l'épave
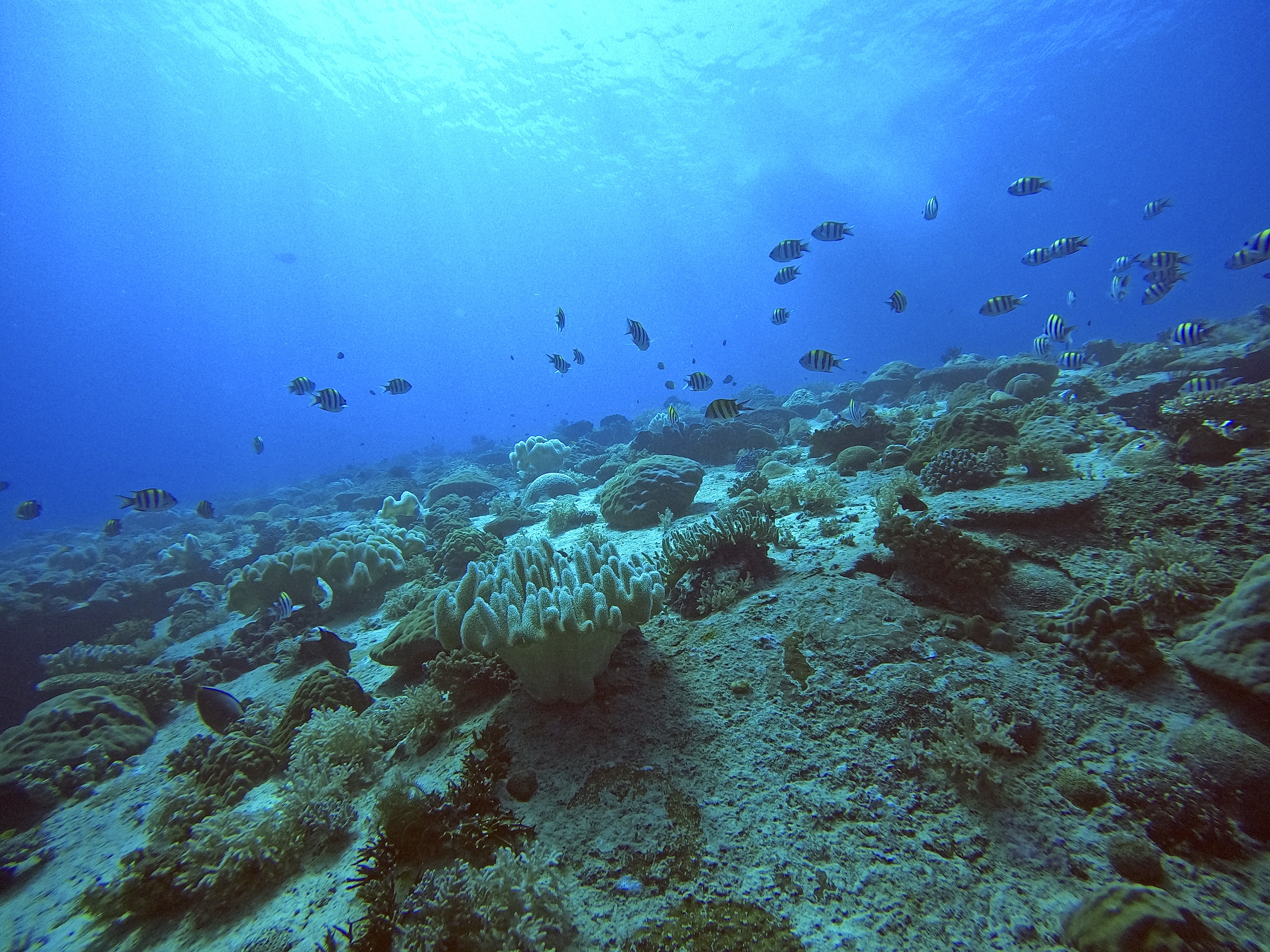
Bounty Wreck, grande diversité de coraux qui y vivent ainsi que des poissons associés
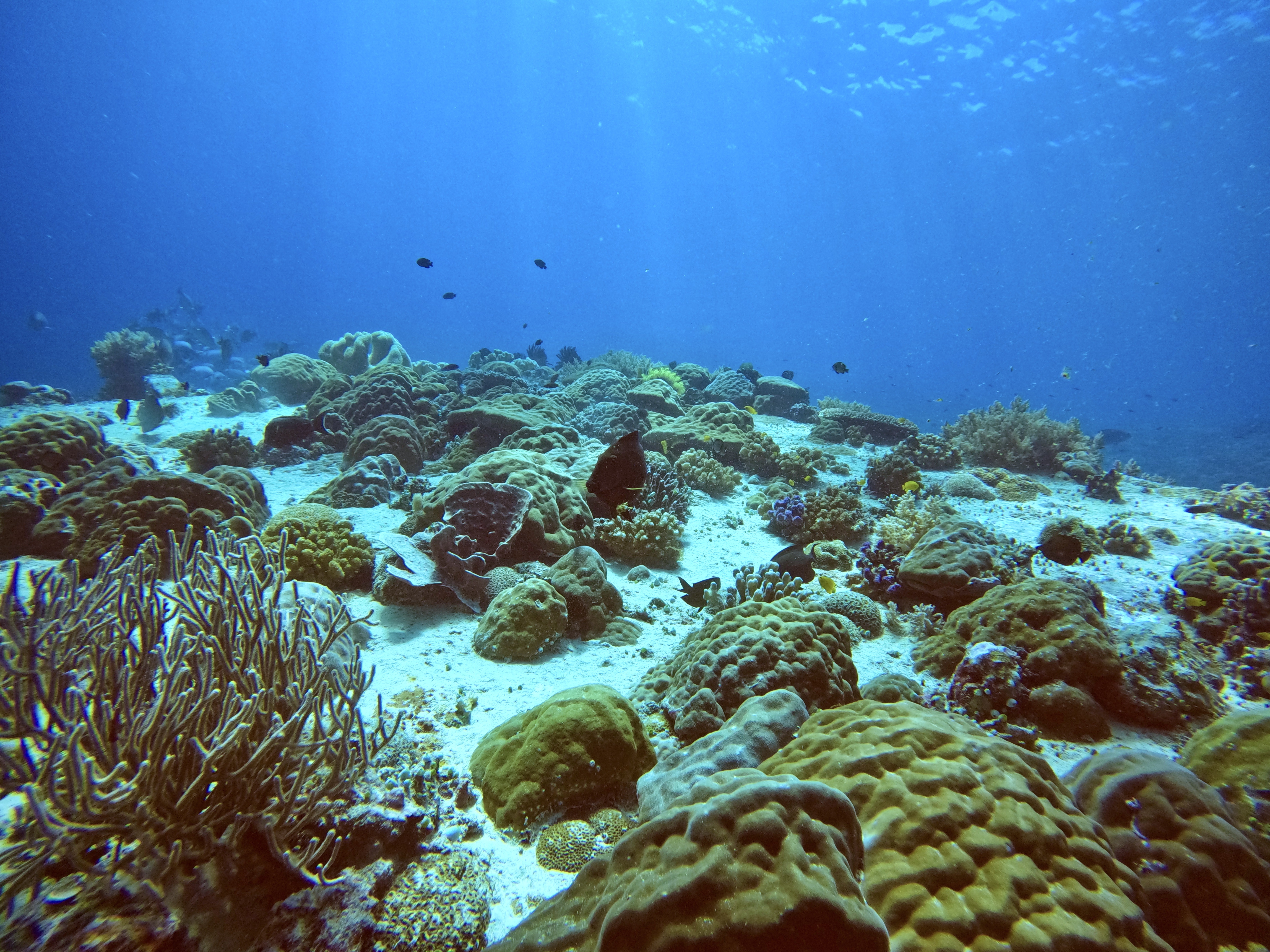
Diversité de coraux sur Bounty Wreck
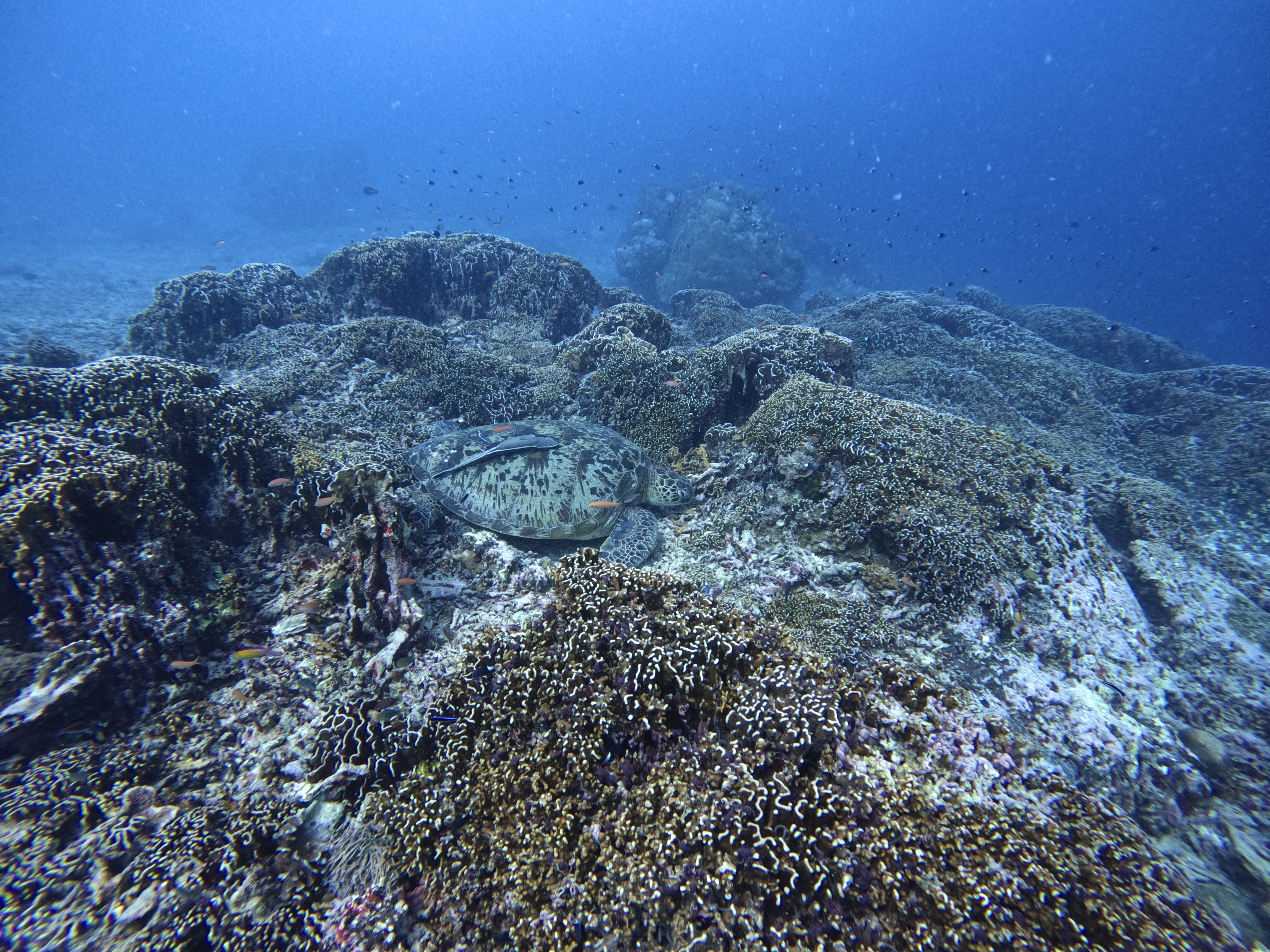
Turtle Heaven, tortue verte avec une rémora, à travers les coraux bleus (Heliopora coerula)
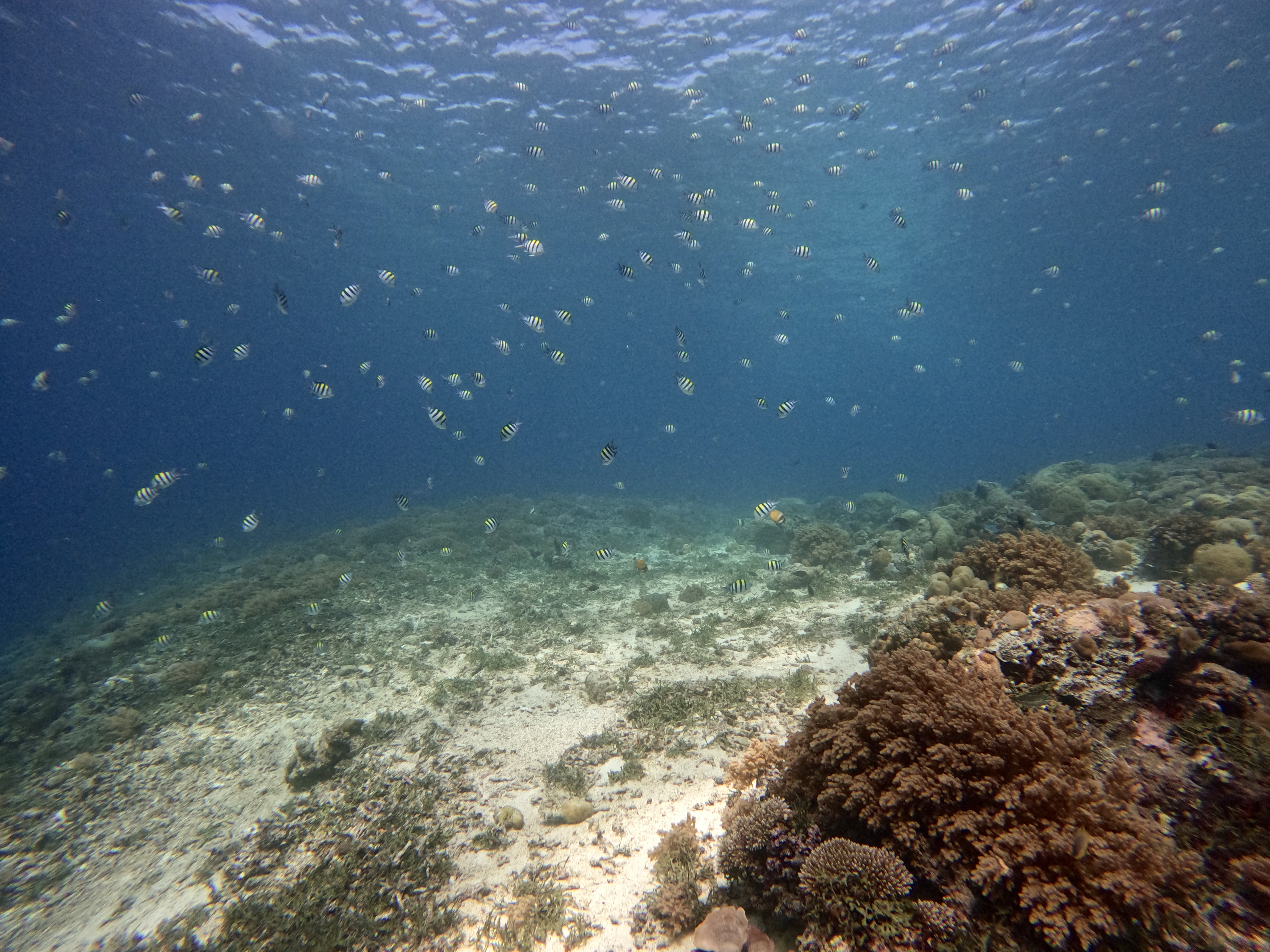
Turtle Heaven avec beaucoup de poissons bagnards (Abudefduf vaigiensis)

## Vulnérabilité des l'îles Matra
Dans la région du triangle de corail, les menaces à la vie marine incluent les changements climatiques, l'acidification des océans, la surpêche et les méthodes de pêche dommageables. Plus précisément, dans les régions des îles Gili, des méthodes de pêche destructrices ont été utilisées comme la pêche à l'explosif et la pêche au cyanure,. Ces méthodes ont détruit des grandes zones de récifs coralliens et le nombre de poissons de récifs a diminué drastiquement. Ces techniques de pêche sont maintenant bannies dans la région, mais les dégâts causés par ces façons de pêcher sont encore bien visibles dans le paysage sous-marin et pause un risque pour les récifs en santé des alentours. Les tremblements de terre, fréquents dans la région, représentent aussi une menace pour les récifs.

### Indice de vulnérabilité des îles[12]
En 2016, la vulnérabilité des îles Gili a été évaluée comme faible à modérée. Gili Air  est l'île la plus vulnérable, avec un indice de 2,75, ce qui est considéré comme modéré. Gili Meno et Gili Trawangan ont un indice de vulnérabilité faible, de 2,5 et 2,25 respectivement. Cet indice de vulnérabilité prend en considération l'état des zones côtières (le développement, l'érosion), les zones biogéographies de récifs coralliens, le couvert vivant de coraux des récifs coralliens et les zones de développement d'infrastructures. Pour chacune des variables, sa vulnérabilité est estimée de 1 à 5 (peu vulnérable à très vulnérable) et une moyenne est calculée pour obtenir l'indice de vulnérabilité global de l'île.

### Index de qualité des eaux côtières
La qualité de l'eau est aussi influencée par les activités touristiques sur les îles. En effet, la qualité est inférieure lors de la saison touristique haute que lors de la basse saison.
En effet, l'eau autour des îles Matra est considérée comme de mauvaise qualité et a un impact sur les écosystèmes coralliens. En effet, à long terme, ces conditions risquent d'augmenter la mortalité des coraux, diminuer leur santé et leur reproduction et augmenter la croissance des compétiteurs comme les algues et diminuer la disponibilité de poissons.
Les récifs coralliens des îles Matra sont de plus en plus touchés par le nombre croissant de touristes qui les visitent chaque année, en augmentant la pollution locale ainsi que les pressions plus larges comme la pollution régionale des océans et le blanchissement des coraux,. Certains sites de plongée sont particulièrement prisés par les touristes, particulièrement près de Gili Trawangan, ce qui entraîne des dommages aux récifs,.

## Protection de l'environnement
Les récifs coralliens entourant les îles Gili sont victimes de nombreux facteurs de dégradation : tourisme, pêche, réchauffement des océans. Sur les trois îles, l'urbanisation est très importante et anarchique. Les déchets et l'érosion sont deux des problèmes principaux, aggravés avec le tourisme de masse et florissant des îles.
Depuis 2011, une campagne globale permet à Meno et Air de faire traiter leurs déchets sur l'île de Lombok, Trawangan a une décharge à ciel ouverte au centre-nord de l'ile.

### Aire marine protégée
Le parc marin Gili Matra a été mis en place en 1993 par le ministre de l'état de la démographie et de l'environnement à la suite de la hausse de popularité de ce lieu,. L'aire marine protégée englobe les trois îles (Air, Meno et Trawangan) et couvre environ 30 km2, puisqu'il englobe aussi la superficie des îles. Cela équivaut à près de 23 km2 de zone marine. À l'intérieur de cette zone, le territoire est subdivisé et les différentes zones permettent ou interdisent certaines utilisations. Il y a des zones de pêche durable, des zones protégées, des zones où la pêche est interdite. Des zones de réhabilitation et de protection de coraux sont également présentes autour des îles Gili (voir la carte).

### Organismes oeuvrant sur le territoire de l'aire marine

#### Gili Eco Trust
Le Gili Eco Trust est une des organisations de conservation connues des îles Gili. Cette ONG locale, financé essentiellement par les clubs de plongée, promeut et protège l'environnement maritime et terrestre.
Ses principaux champs d'action sont la conservation marine principalement par la restauration de coraux, mais aussi l'éco-tourisme, la gestion des déchets à Gili Trawangan et le bien-être animal.

#### Gili Shark Conservation
Gili Shark Conservation (GSC) est l'une des organisations qui oeuvre sur le territoire des Îles Gili pour préserver le milieu marin. En effet, cette organisation a une mission éducative et scientifique. Cet organisme est surtout axé sur l'éducation, en accueillant des assistants de recherche dans un programme ouvert au grand public pour enseigner différentes techniques de collecte de données ainsi que de préservation, conservation et restauration de l'environnement. Ils font également de la sensibilisation auprès de la population.
L'organisme travaille aux côtés de Gili Matra Bersama, un organisme à but non lucratif qui vise à éduquer, entraîner et donner accès aux locaux à devenir des gardiens de la nature et de l'environnement ainsi qu'à devenir les leaders de l'industrie du tourisme qui grandit très rapidement sur les îles Matra. Leur but est de créer une communauté qui permet de protéger les écosystèmes marins de façon beaucoup plus efficace qu'une organisation seule pourrait le faire. Ils collaborent donc avec le gouvernement local, des partenaires locaux et internationaux ainsi que des actionnaires et plusieurs universités un peu partout à travers le monde.
Différentes méthodes de recherche sont utilisées pour récolter des données sur la biodiversité locale.

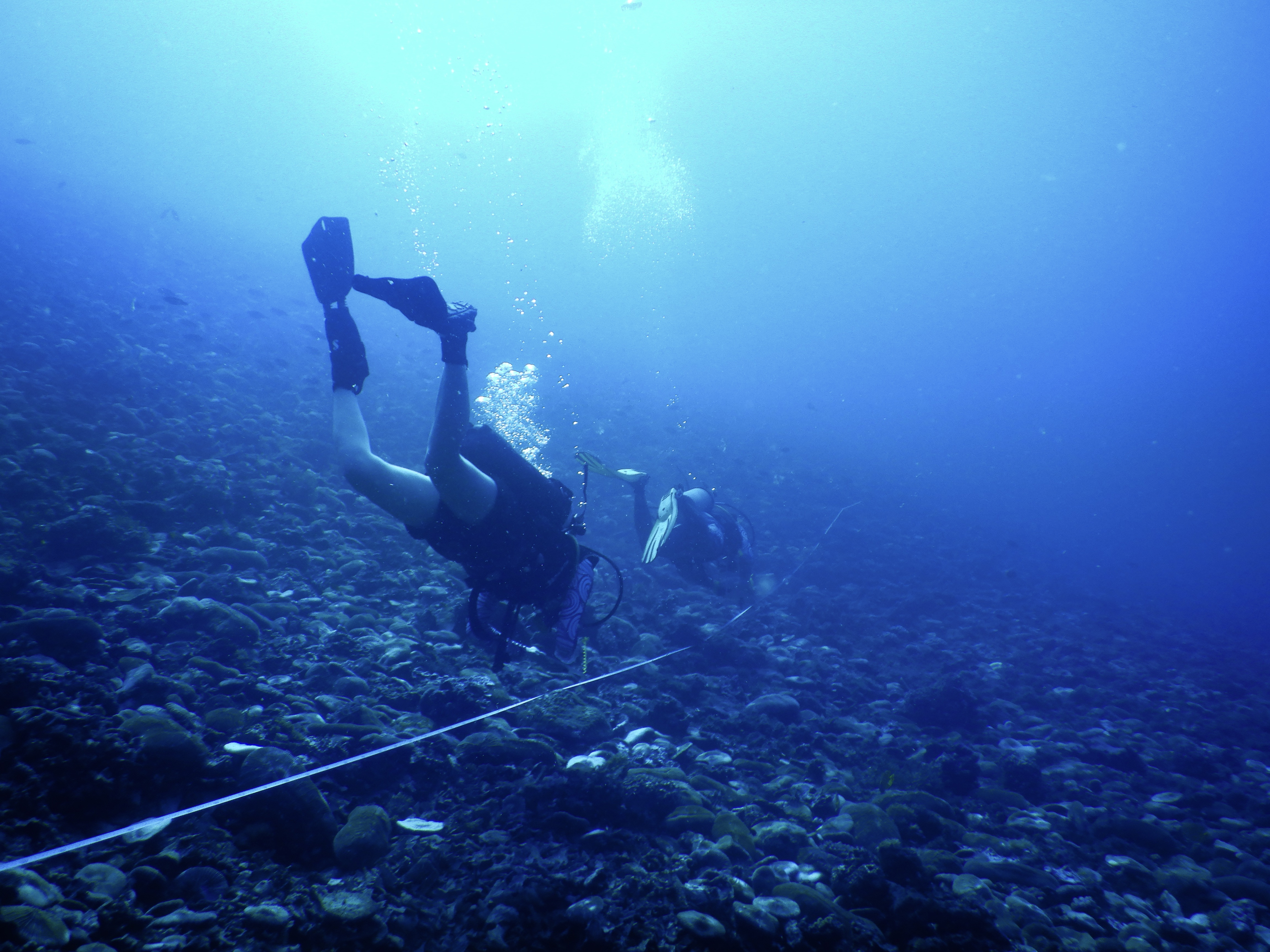
2 plongeurs font la récolte de données le long d'un transect temporaire

Des inventaires sont effectués régulièrement en faisant des relevés des espèces de poissons clés de la région. L'identification d'individus de tortues et de requins est aussi réalisée grâce à la prise de photos en plongée et ensuite l'analyse de patrons uniques à chaque individu permet l'identification. Des mesures supplémentaires sont également récoltées comme le sexe et la taille de l'individu ainsi que l'emplacement où il a été observé pour construire une banque de données la plus détaillée et complète possible. Une autre façon de récolter des données de biodiversité est d'utiliser des transects. Autour des îles Gili, des transects permanents ont été installés par GSC à quelques endroits dans la réserve marine, permettant d'enregistrer des données toujours au même endroit et donc d'effectuer un suivi à long terme sur l'évolution de la situation. Des transects temporaires à différents endroits sont aussi réalisés pour obtenir des données sur une plus vaste étendue et surtout pour pouvoir comparer les sites entre eux. Les données récoltées sur ces transects concernent les invertébrés, le type de substrat et les poissons. La méthode utilisée est celle du programme de suivi écologique (Ecological Monitoring Program, EMP) présentée par Conservation Diver. Plusieurs autres techniques sont aussi utilisées comme la photogrammétrie et la surveillance vidéo sous-marine à distance.

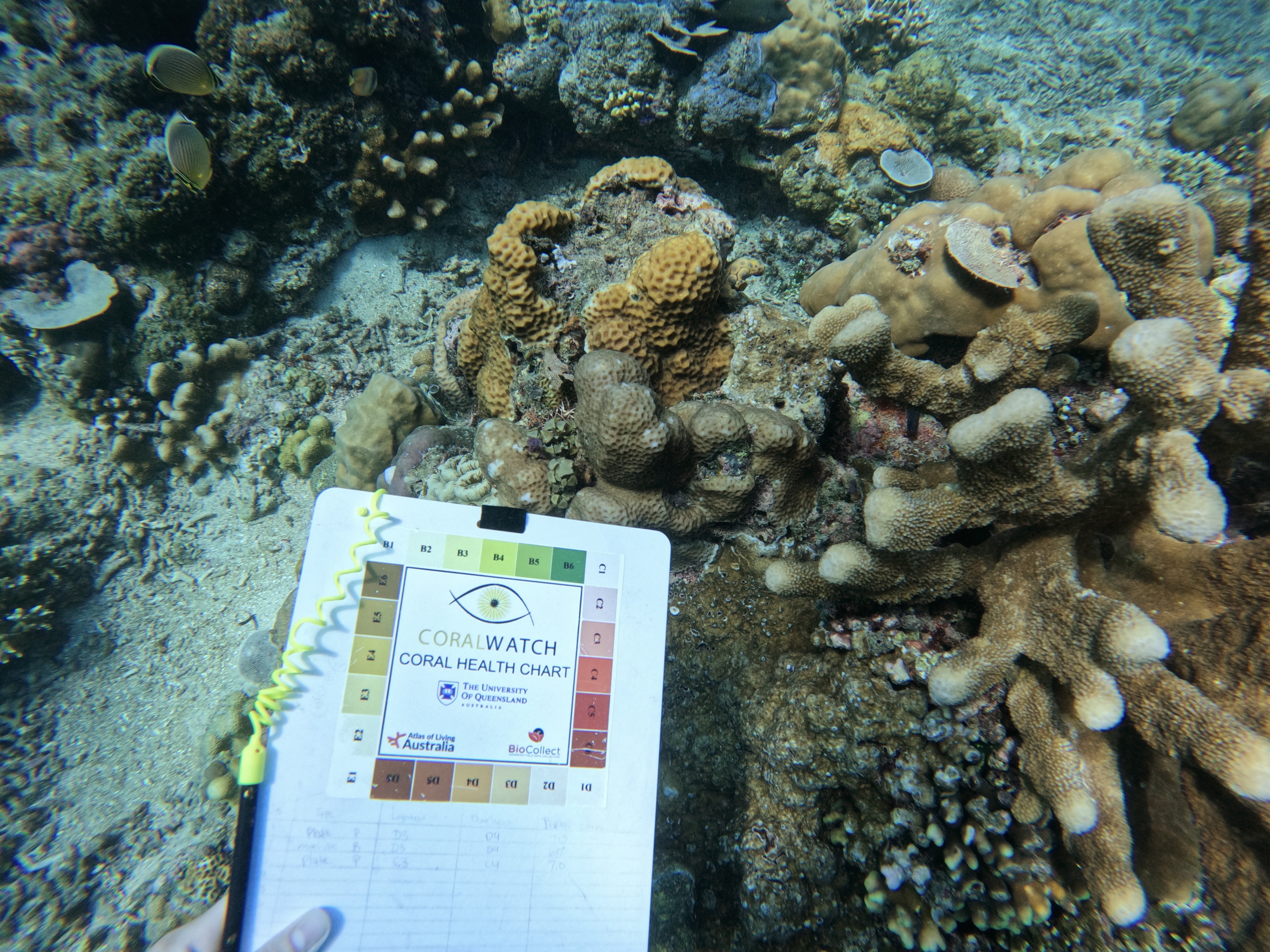
Récif corallien et ardoise avec la charte Coral Watch

Le programme Coral Watch de l'Université de Queensland, un programme de science citoyenne, est aussi utilisé par Gili Shark Conservation. Cette initiative a pour but de mieux comprendre les récifs coralliens ainsi que le blanchissement et les changements climatiques à travers le monde. Grâce à une charte standardisée, il est facile pour l'utilisateur de quantifier la santé des coraux. Une fois les données récoltées, elles sont téléchargées dans la banque de données de l'Université de Queensland.
Gili Shark Conservation s'implique aussi dans le retrait des déchets retrouvés dans l'océan et sur les berges. Ils organisent régulièrement des plongées qui visent à récolter les déchets retrouvés dans l'eau, en association avec le programme de PADI Dive Against Debri. À chaque semaine, GSC organise également des nettoyage de plage et encourage tout le monde à se joindre à l'effort.
Ils ont aussi instauré un programme de station de remplissage de bouteilles d'eau sur l'île Gili Air, pour réduire la quantité de bouteilles d'eau en plastique à usage unique sur l'île, et vise étendre le projet sur les 2 autres îles. C'est un des projets qui s'inscrit dans leur campagne #plasticfreeparadise, qui vise à réduire l'utilisation de plastique à usage unique sur les îles Matra.
L'organisme a aussi lancé un projet qui s'appelle Gili Unite, qui permet de récolter des données sur les requins aperçus autour des îles Gili en s'associant à plusieurs centres de plongée qui ont comme mandat de noter leurs observations. Chaque semaine, l'équipe d'assistants de recherche font le tour des centres participants pour récolter et compiler les données. Cette initiative s'inscrit dans un projet plus large qui vise à instaurer une zone protégée pour les jeunes requins. Pour ce faire, des données sont récoltées sur les requins lors des plongées, pour dresser un portrait de la situation et évaluer les impacts que les humains, en particulier les plongeurs, ont sur les requins. Le but est d'obtenir des preuves que les plongeurs dérangent les requins pour pouvoir ensuite demander la création d'une pouponnière pour les requins (là où les jeunes requins, qui sont plus vulnérables, se trouvent normalement) pour limiter l'impact humain sur cette zone. Comme les requins sont actuellement menacés, ce projet est particulièrement important pour aider la population locale à survivre et se reproduire.
Depuis 2016, GSC étudie les tortues marines de la région, et ont bâti une banque de données avec plus de 400 individus de tortues vertes recensées et près de 150 individus pour les tortues imbriquées. Les individus sont identifiés grâce au patron unique que forme les écailles de leur tête. Ainsi, à l'aide de photos et du logiciel I3S, les individus sont identifiés et compilés. D'autres mesures sont également prises lors des plongées comme le sexe et la taille de l'individu pour compléter la base de données. GSC fait également appel à la population pour récolter des données supplémentaires sur les tortues marines de la région en proposant d'envoyer des photos pour permettre l'identification de l'individu. Dans la même optique, Gili Ocean est une application qui s'adresse au public et qui a été créée pour permettre la récolte des données biologiques et ainsi prendre part et aider la conservation marine. Le but est de signaler les tortues et les requins observés pour aider les projets de conservation de GSC comme la création de la pouponnière de requins.

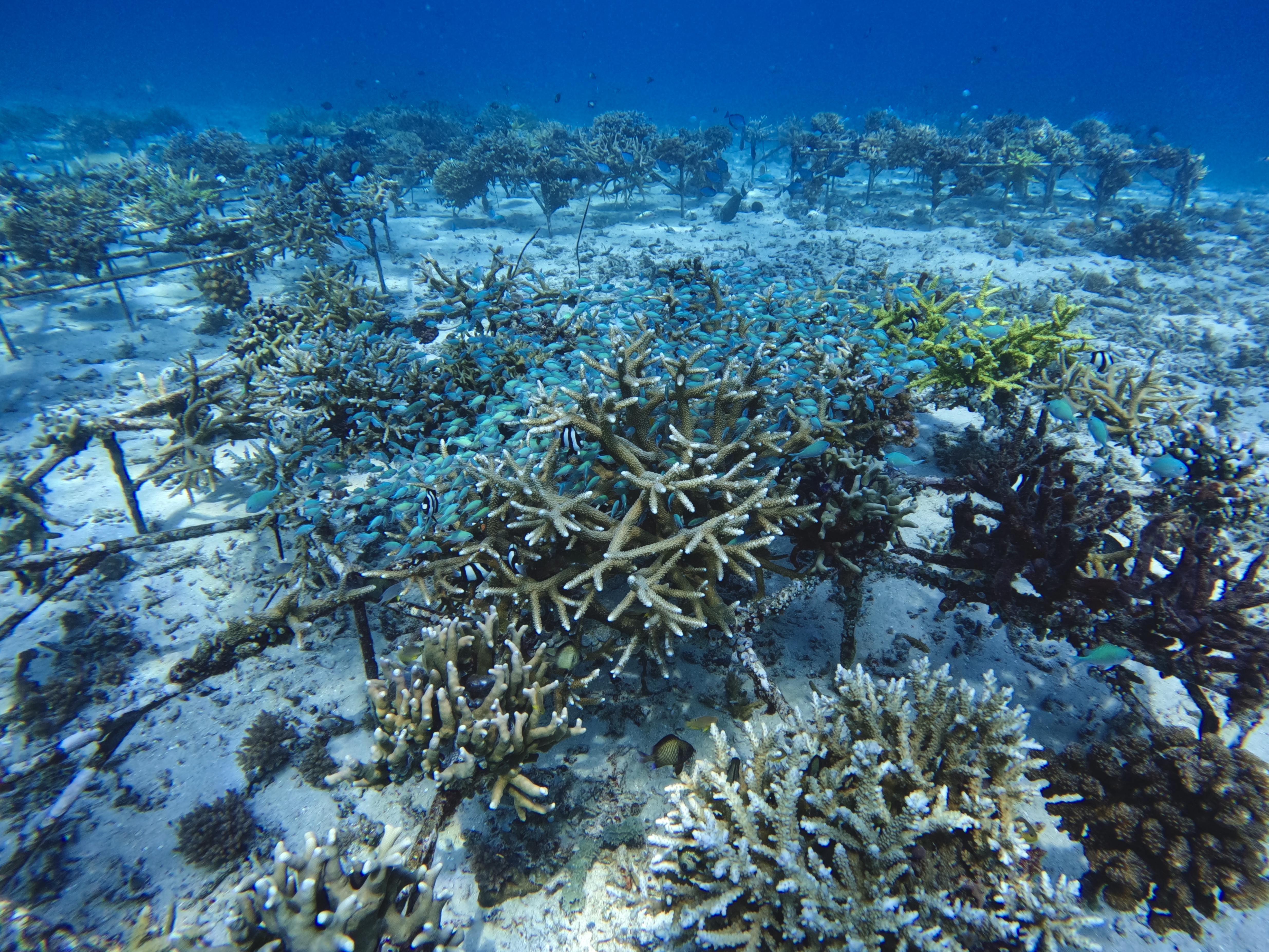
Structure de restauration de coraux qui fait partie d'une grande oeuvre d'art visible en arrière-plan de l'image

Gili Shark Conservation oeuvre aussi dans la restauration de coraux. Chaque semaine, l'équipe plonge pour s'assurer que les projets de restauration se déroulent bien. Plusieurs structures en métal ont été déployées pour fixer les coraux et assurer leur régénération et doivent donc être entretenues. Les structures sont nettoyées pour retirer les coraux morts, les algues et autres organismes qui créent de la compétition comme les tuniciers. Des nouvelles structures sont périodiquement installées et des fragments de coraux sont récoltés et fixés sur ces structures.

#### Coral Catch
La restauration de coraux effectuée par GSC est effectuée en association avec le programme Coral Catch. C'est un programme qui est également chapeautée par Gili Matra Bersama, et qui vise à donner l'opportunité aux femmes indonésiennes d'élargir leurs horizons en sciences marines, pour leur offrir les ressources nécessaires pour poursuivre une carrière en sciences marines, par l'entremise d'un programme complètement financé. Le programme est d'une durée de 9 semaines et vise à développer des connaissances et compétences axées sur la restauration de coraux. Par l'entremise de ce programme, la restauration de coraux est effectuée aux îles Gili, particulièrement près de Gili Air, où l'organisation se trouve. Pour assurer la restauration des coraux, plusieurs actions sont faites tel que mentionné plus haut, en association avec GSC. Les participantes du programme Coral Catch, nommé les Coral Catch Superwomen, font en plus le suivie de la croissance des coraux. Ces efforts ont permis de belles avancées en terme de conservation. En effet, en date du mois de mars 2024, 676 m2 de récifs coralliens ont été restaurés, pour un total de 245 structures déployées et plus de 4000 fragments attachés.
Ce programme a aussi une mission sociale, non seulement en aidant les femmes indonésiennes à avoir accès à l'éducation, mais en redonnant encore plus à la communauté locale. En effet, les Superwomen s'impliquent auprès des écoles locales pour réaliser des ateliers sur la conservation pour les plus jeunes. Elles s'assurent également que les guides de plongée de l'île incorporent un message de conservation lorsqu'ils donnent leurs instructions avant le début de chaque plongée. Chaque semaine, les Superwomen offrent des cours de natation gratuits pour apprendre aux femmes locales à vaincre leur peur de l'eau et à nager. Elles s'impliquent aussi dans les nettoyage des plages et de l'océan organisés par GSC.

## Galerie

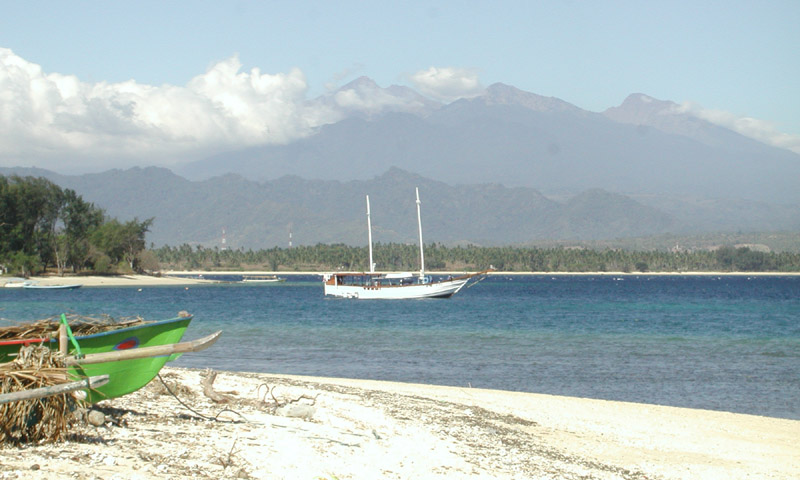
Plage sur Gili Air, avec le volcan Rinjani en arrière-plan
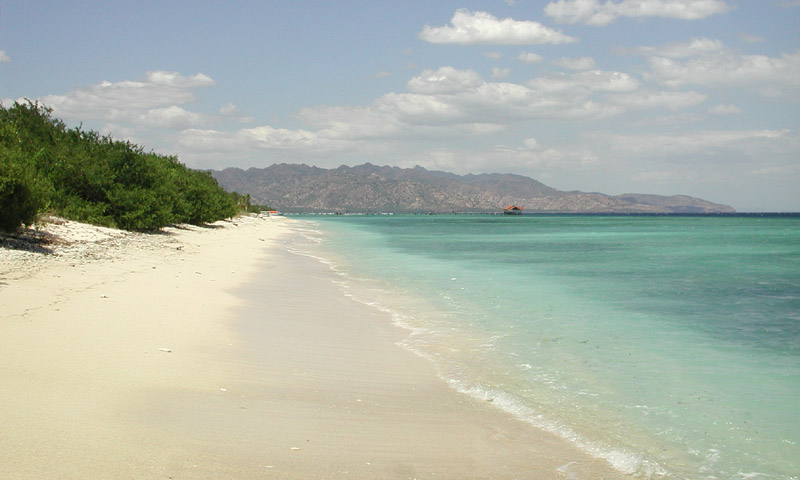
Plage sur Gili Meno, avec Lombok en arrière-plan
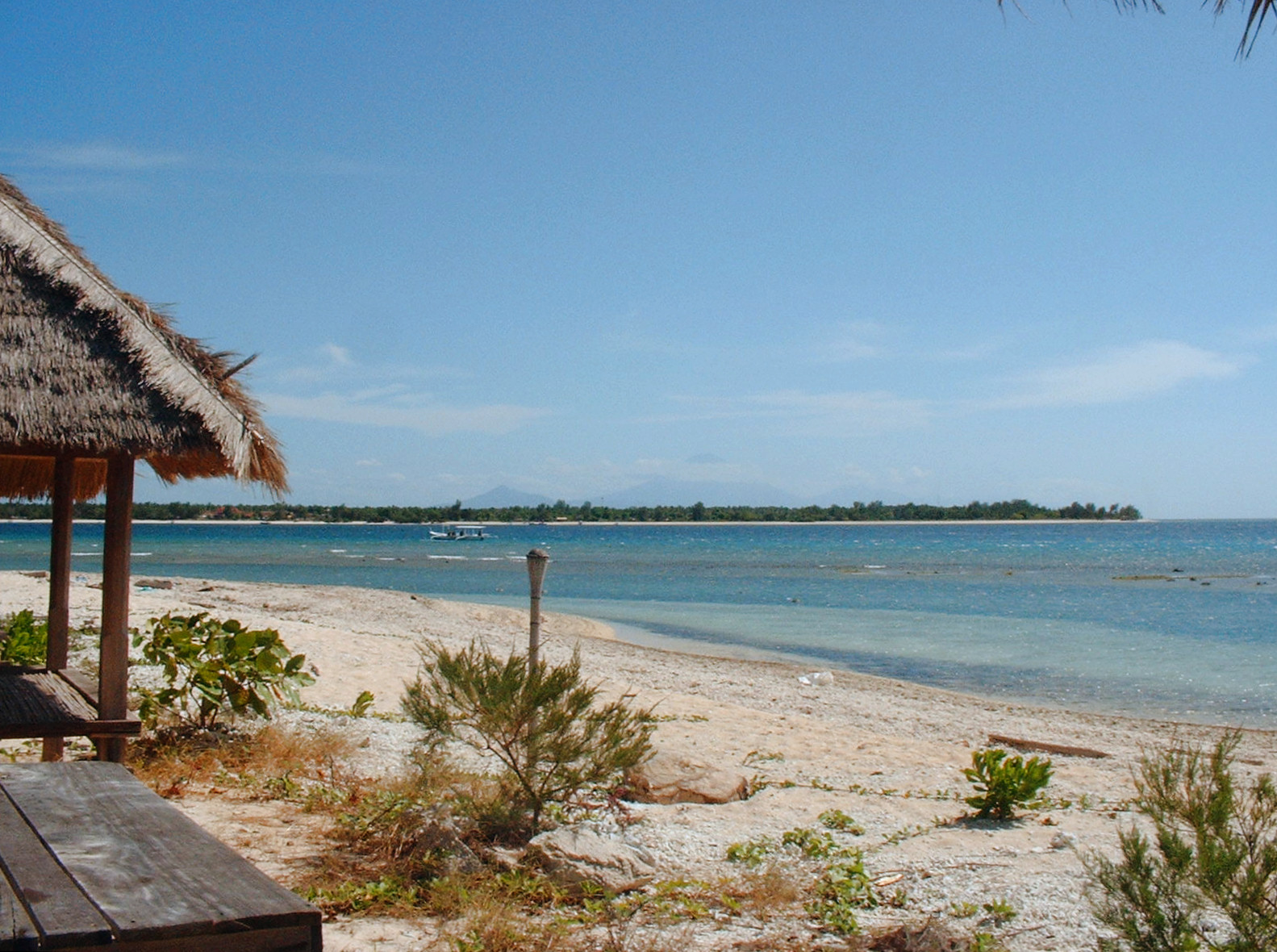
Gili Trawangan vue depuis Gili Meno, avec des volcans de Bali en arrière-plan